# Final de Ascenso 2007-08
La Final de Ascenso 2007-08 fue una llave de definición en la cual se enfrentó el campeón del Torneo Apertura 2007: Indios de Ciudad Juárez, contra el campeón del Torneo Clausura 2008: León, disputándose en partidos de ida y vuelta, para determinar al equipo que ascendería a la Primera División.

## Sistema de competición
Disputarán el ascenso a la Primera División los campeones de los Torneos Apertura 2007 y Clausura 2008. El Club con mayor número de puntos en la Tabla General de Clasificación de la Temporada 2007-2008, (tabla que suma los puntos obtenidos por los Clubes participantes durante ambos Torneos) y tomando en cuenta los criterios de desempate establecidos en el reglamento de competencia, será el que juegue como local el partido de vuelta, eligiendo el horario del mismo.
El Club vencedor de la Final de Ascenso a la Primera División será aquel que en los dos partidos anote el mayor número de goles, criterio conocido como marcador global. Si al término del tiempo reglamentario el partido está empatado, se agregarán dos tiempos extras de 15 minutos cada uno. De persistir el empate en estos periodos, se procederá a lanzar tiros penales, hasta que resulte un vencedor.
Si el Club vencedor es el mismo en los dos Torneos, se producirá el ascenso automáticamente.

## Información de los equipos
| Equipo | Entrenador    | Estadio                | Ciudad                   | Capacidad |
| ------ | ------------- | ---------------------- | ------------------------ | --------- |
| León   | Sergio Bueno  | León                   | León, Guanajuato         | 31 297    |
| Indios | Sergio Orduña | Olímpico Benito Juárez | Ciudad Juárez, Chihuahua | 23 500    |

## Partidos

### León-Indios
| 22 de mayo de 2008, 19:00 | Indios         | 1:0 (0:0) | León | Estadio Olímpico Benito Juárez, Ciudad Juárez, Chihuahua       |                                                                |
|                           | Casartelli 75' | Reporte   |      | Asistencia: 28 000 espectadores Árbitro(s): Hugo León Guajardo | Asistencia: 28 000 espectadores Árbitro(s): Hugo León Guajardo |

| 25 de mayo de 2008, 12:00                | León                       | 2:2 (1:0) | Indios                 | Estadio León, León, Guanajuato                                |                                                               |
|                                          | Quiñones 22' · Bareiro 84' | Reporte   | Stringel 58' · Maz 71' | Asistencia: 33 943 espectadores Árbitro(s): Armando Archundia | Asistencia: 33 943 espectadores Árbitro(s): Armando Archundia |
| Indios Campeón de Ascenso 2007-08 (3:2). |                            |           |                        |                                                               |                                                               |

| Campeón de Ascenso 2007-08     |
| ------------------------------ |
|                                |
| Indios                         |
| 1° Título                      |
| Asciende a la Primera División |